# Rosenbach
Rosenbach je obec v Horní Lužici v německé spolkové zemi Sasko. Nachází se v zemském okrese Zhořelec asi 5 km východně od Löbau a má přibližně 1 500 obyvatel. Obcí prochází spolková silnice B6 a železniční trať Drážďany – Görlitz. Nad obcí je výrazný kopec Rotstein s nadmořskou výškou 454 metrů. Má přibližně 1 500 obyvatel.

## Správní členění
Rosenbach se skládá ze 4 místních částí:
- Bischdorf (hornolužickosrbsky Biskopice)
- Herwigsdorf (hornolužickosrbsky Jěrkecy)
- Oberbischdorf (hornolužickosrbsky Hornje Biskopice)
- Steinberg